# Аргіопа тигрова
Аргіопа тигрова, або Брюнніха (Argiope bruennichi) а ще його називають Павук-Оса — яскравий павук з родини колопрядів, зі смугастим жовто-чорно-білим черевцем. Поширений у помірному й субтропічному поясах Палеарктики, зокрема в Україні. Живиться дрібними прямокрилими, іншими комахами. Отрута слабка, для людини безпечна. Самиці аргіопи схильні до канібалізму самців, проте він не є обов'язковим.
Видову латинську назву надано на честь данського зоолога і мінералога Мортена Брюнніха.

## Опис

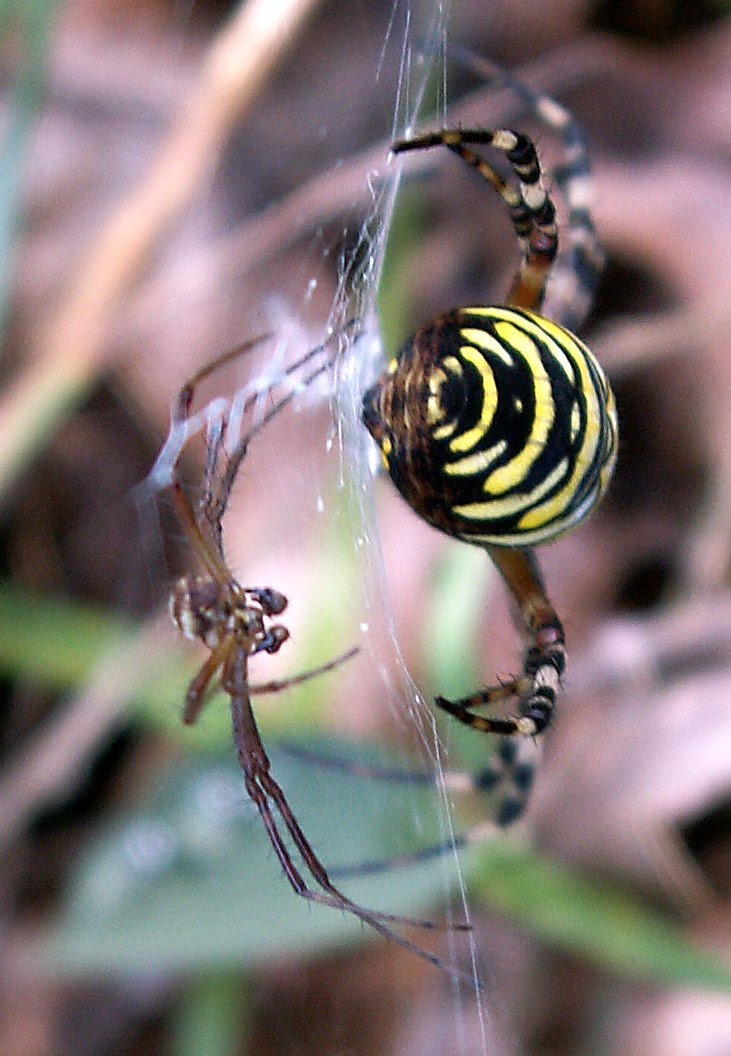
Самиця і самець під час парування

Один з найбільш яскраво забарвлених павуків помірної зони Європи. Головогруди широкі й пласкі, світло-бурі, із затемненою передньою ділянкою і широкими темними смугами вздовж боків. Зверху головогруди вкриті густими білими волосками, від чого здаються сріблястими. Черевце павука довге, трохи загострене ззаду. Верхній бік черевця жовтуватий, частково вкритий білими волосками, що утворюють сріблясті перепаски, а також з чорними нерівними смужками. За смугастим забарвленням нагадує ос, звідки й інші назви «павук-оса», «павук-зебра» тощо. Ноги довгі, світло-бурі, з чорними кільцями чи плямами.
Дорослі самиці мають розмір від 1 до 2,2 см. Самці дрібніші, менш яскраві, до 5—8 мм у довжину і значно тендітніші. Маса тіла дорослих самиць коливається від 200 (Словаччина) до 400 міліграмів (південна Німеччина).
Яскраве забарвлення аргіопи має декілька пояснень, оскільки, на перший погляд, воно демаскує павука. Висунуті пояснення про приманювання здобичі до павутини та про захисне смугасте забарвлення, яке розчленовує аргіопу і дозволяє злитися з тлом. Дослідження зі зміни кольору черевця павуків показали, що найбільш ефективно ловить комах саме природно посмугований павук, а не більш замаскований.

## Спосіб життя і поведінка

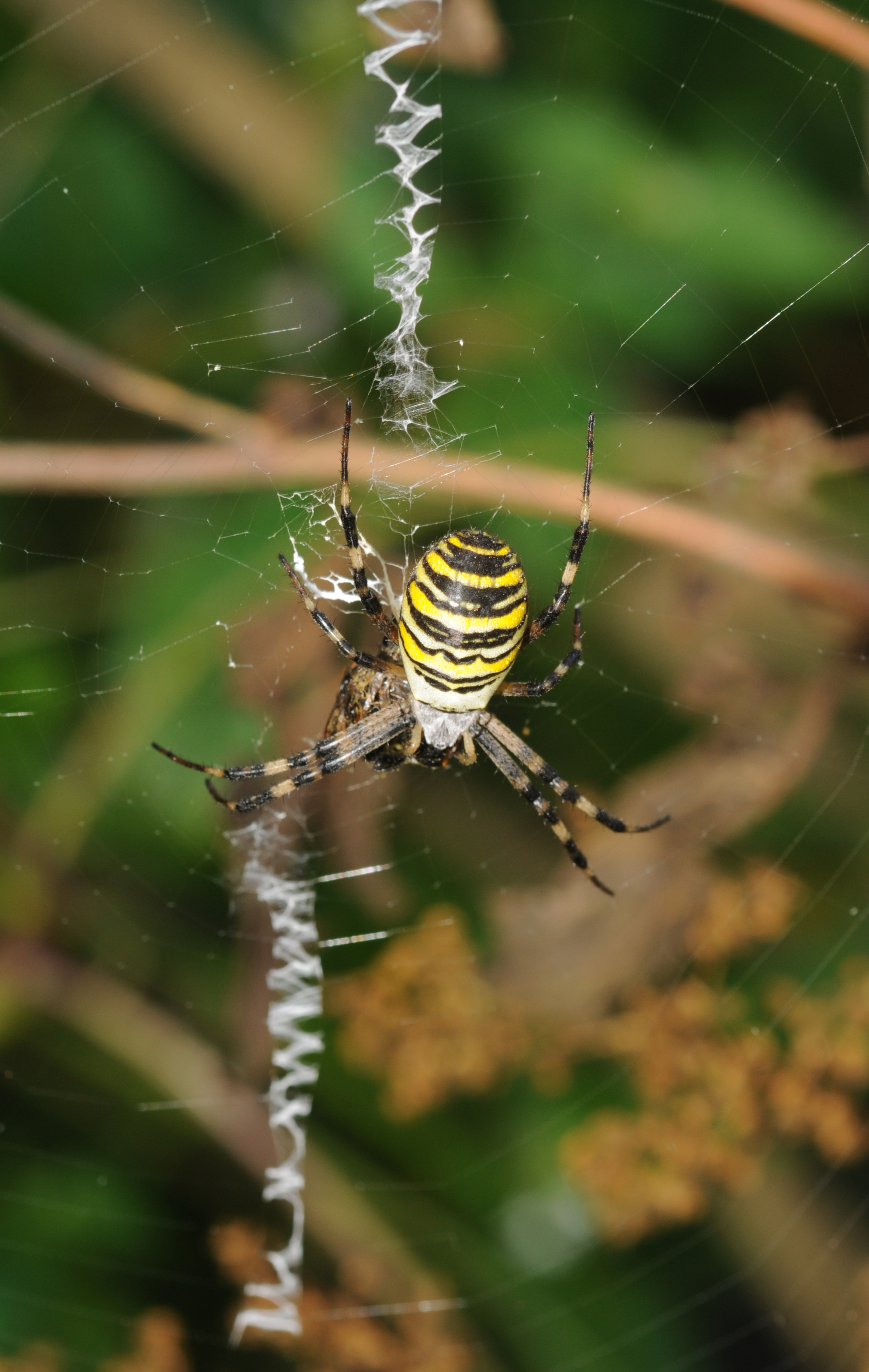
Самиця аргіопи Брюнніга на павутинні. Видно вертикальні стабіліменти.

### Павутина
Аргіопа тигрова обирає для побудови ловильної сітки сонячні відкриті місця, де є висока трав'яниста рослинність: луки, лісові галявини, зарості очерету. Павук сидить у заплетеному тонкими нитками центрі павутиння, переднім краєм тіла донизу. Передні та задні ноги попарно зближені з кожного боку, тому павук виглядає як хрест чи літера «Х». У випадку небезпеки стрибає на землю. 
Павутина з двома стабіліментами, які вертикально відходять від центру. Вони сформовані білуватими потовщеними нитками, які розташовані у вигляді зигзагу між двома радіальними нитками павутиння. Спіраль павутиння дорослої самиці має 28–46 кіл, 30–46 радіальних ниток. Ловильна сітка самця дрібніша.

### Живлення та отрута
Живляться в основному кониками, сарановими, бджолами, іншими комахами. Павук помічає комаху, що потрапила в сітку, підбігає до неї, випускає широку стрічку павутиння та рухами задніх ніг швидко обертає жертву, замотуючи її в кокон. Після цього кусає її та вводить отруту, яка є одночасно травним соком.
Отрута аргіопи тигрової небезпечна для людини, при наявності алергії може навіть закінчитися летальним випадком. 
Павук вагою 400 мг має всього 0,4 мікролітри отрути, яка містить близько 2 мікрограмів білку. В дослідах на таргані чорному та хрущаку борошняному встановлено, що отрута аргіопи діє в першу чергу як паралітичний агент, знерухомлюючи м'язи комахи. Отрути одної дорослої самиці було недостатньо, щоб вбити чорного таргана.

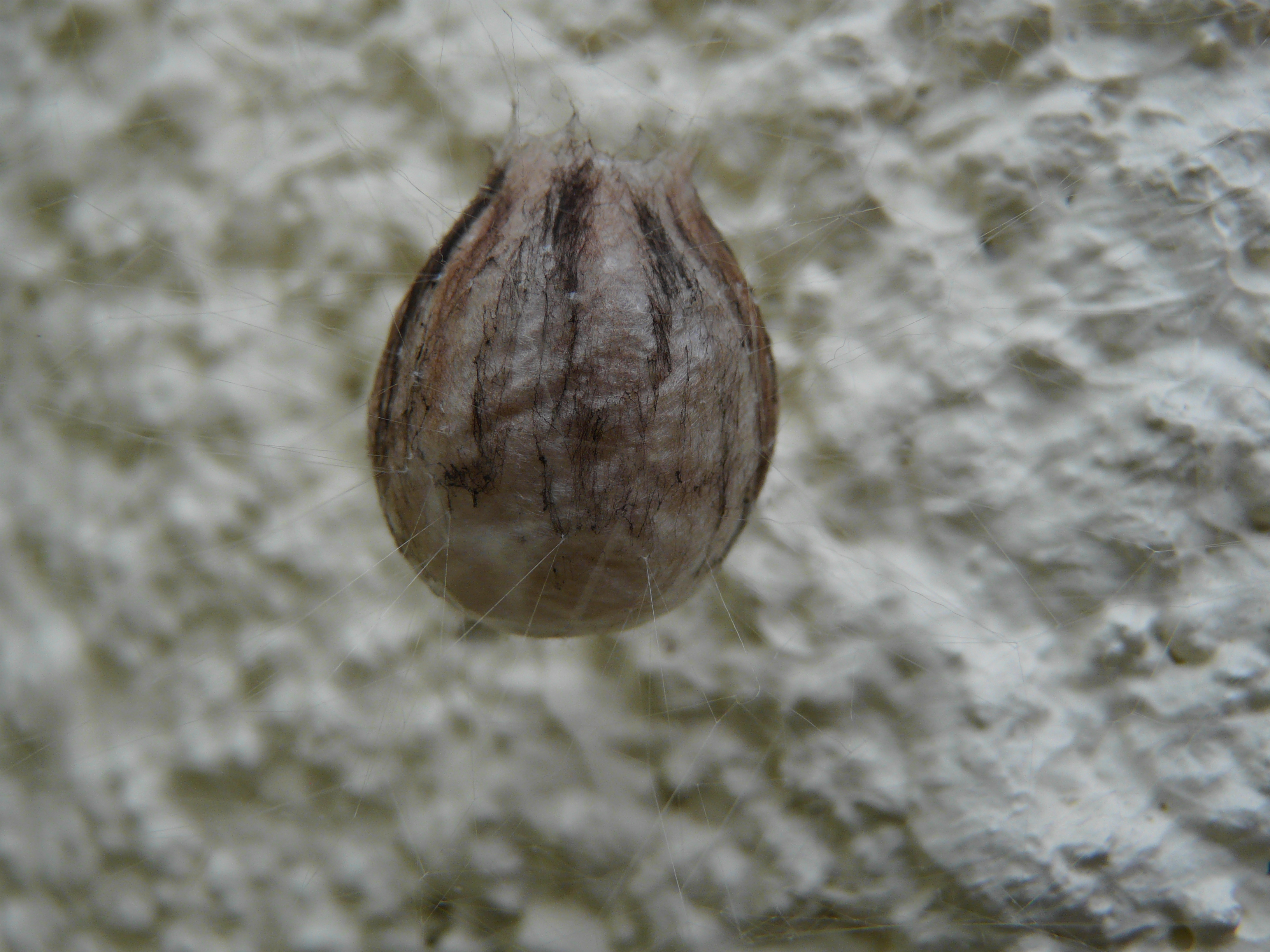
Кокон аргіопи

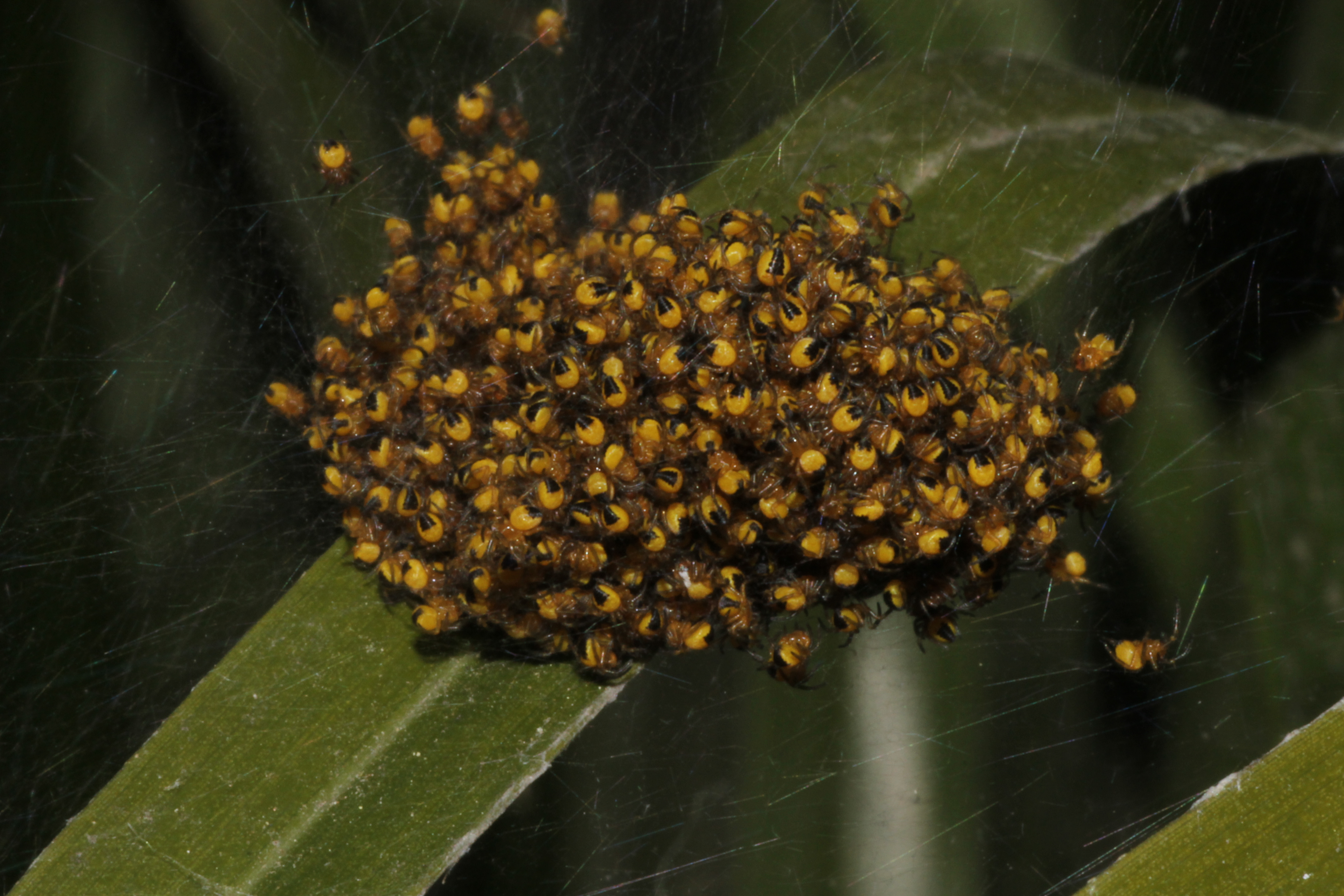
Молоді аргіопи, які вийшли з яєць

### Життєвий цикл
Розвиток триває у теплий період року з травня до вересня, у південній частині ареалу — з квітня до грудня. У серпні самиця аргіопи робить декілька глечикоподібних жовтуватих коконів, куди відкладає кілька сотень яєць. Кокони ззовні вкриті щільним павутинням, що нагадує пергамент, а всередині павутина більш розпушена і забезпечує збереження яєць взимку. Розміри кокона — 2 см у довжину, 1,5–2 см у діаметрі, ширина «горлянки» близько 1 см. Навесні з яєць виходять маленькі павучки, кожен з яких приблизно через тиждень починає будувати власну ловильну павутину. У період цього тижня вони розселяються, іноді здіймаючись у повітря на павутинках.
Статевозрілі самці шукають самиць за запахом їхніх феромонів. Після спарювання самиця часто з'їдає самця, хоча деяким вдається втекти і запліднити ще одну самицю. Якість нащадків при цьому не залежить від того, чи з'їсть самиця самця, тому причини канібалізму в аргіоп лишаються невідомими.

## Розповсюдження
Поширений у помірному й субтропічному поясі Європи, Середній Азії, Китаї, Далекому Сході, Японії. Зустрічається на всій території України, окрім гір. Особливо масове розповсюдження Волинська, Рівненська, Тернопільська та Київська області.
Дослідження ДНК різних популяцій аргіопи Брюнніха виявило дві основні генетичні лінії в межах виду, які розійшлися приблизно 800 тисяч років тому. Європейські аргіопи більш одноманітні за генетичними особливостями, тому припускають, що вони розселилися з одного рефугіуму (можливо, на Південному Кавказі) після льодовикового періоду. З європейської популяції походять і середньоазійські павуки.
До 1930 року більшість європейських аргіоп тигрових зустрічалися лише в теплих і вологих районах Середземномор'я, приморської Франції, західної Німеччини, Північного Причорномор'я з одним винятком — популяції в районі Берліна. Але після 1930-х років почалася активна експансія виду на північ. У 1940-х роках його представників завезли на Британські острови, де вони розповсюдилися.
У визначнику павуків СРСР 1971 року північною межею поширення аргіопи тигрової названо 52° північної широти (північний кордон України, південні межі Брянської, Тамбовської, Орловської, Самарської областей Росії). У 1990-х—2000-х роках було зафіксовано появу аргіоп у Фінляндії, Швеції, Норвегії, Прибалтиці, центральній частині Росії (зокрема в Московській, Тульській областях, Удмуртії, Татарстані, Чувашії). Представники нових північних популяцій аргіопи тигрової дрібніші за південних та краще пристосовані до холодного клімату з коротким літом, що залежить від генетичних особливостей, частина з яких набута через схрещування з далекосхідними родичами. З іншого боку, експансії теплолюбного виду сприяє глобальне потепління, вирубування лісів та розвиток залізничного сполучення і торгівлі між Європою та Азією.

## Підвиди
Виділяють два підвиди аргіопи тигрової:
- Argiope bruennichi bruennichi (Scopoli, 1772) — номінативний підвид, зустрічається по всьому ареалу
- Argiope bruennichi nigrofasciata (Franganillo[es], 1910) — відомий в Португалії

## Аргіопа тигрова і людина
У 2001 році німецьке товариство арахнологів оголосило аргіопу тигрову павуком року.
Аргіопу тигрову зображено на марках Польщі, Болгарії, Лесото.
Цей вид отруйний, і небезпечний для людини, у випадку алергії можливі летальні випадки.
У китайській провінції Юньнань павуків цього виду споживають у їжу, як і великих павуків щонайменше трьох інших видів
Аргіопу утримують вдома в тераріумах.